# 富根站

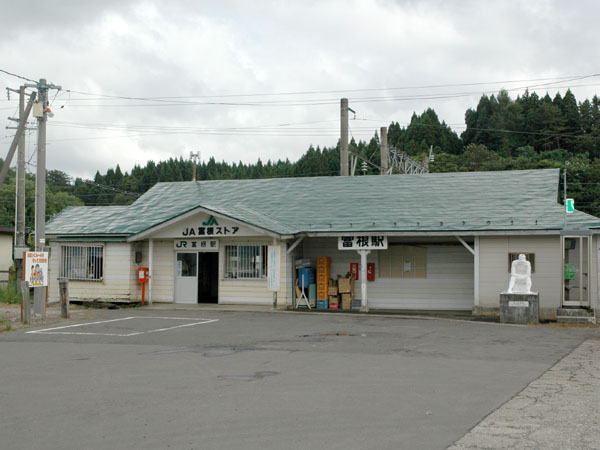
前車站大樓（2004年8月）

富根站（日语：／ Tomine eki */?）是位於秋田縣能代市二井町飛根，屬於東日本旅客鐵道（JR東日本）的奧羽本線車站。

## 歷史
- 1907年（明治40年）1月25日：國鐵車站啟用，當時車站位於山本郡富根村（日语：富根村）[1]。
- 1909年（明治42年）10月12日 - 制定路線名稱，此站成為奥羽本線車站。
- 1971年（昭和46年）10月1日：成為無人車站[2][3]。
- 1972年（昭和47年）3月1日：車站大樓內的「富根農協超級商店」開幕，同時成為簡易委託車站，委托者為該商店[2][4]。
- 1987年（昭和62年）4月1日：伴隨國鐵分割民營化，車站由東日本旅客鐵道（JR東日本）營運。
- 2006年（平成18年）3月1日：「JA富根商店」結業，再次成為無人車站。
- 2008年（平成20年）：車站大樓重建[1]。

## 車站構造
本站是地面車站，設有2面2線的相對式月台。過去原本設有2面3線的月台，後來中線的路軌被撒走。各月台間則透過跨線橋連接。此站是由東能代站管理的無人車站。站內設有廁所。

### 月台
| 月台 | 路線      | 上下行 | 方向             |
| ---- | --------- | ------ | ---------------- |
| 1    | ■奧羽本線 | 下行   | 二井、大館方向   |
| 2    | ■奧羽本線 | 上行   | 東能代、秋田方向 |

參考

## 使用狀況
根據「JR東日本」的資料，以下列出乘車人次變化：
| 年度               | 1日平均 乘車人次 | 參考資料 |
| ------------------ | ---------------- | -------- |
| 2000年（平成12年） | 135              | [ 6 ]    |
| 2001年（平成13年） | 128              | [ 7 ]    |
| 2002年（平成14年） | 126              | [ 8 ]    |
| 2003年（平成15年） | 119              | [ 9 ]    |
| 2004年（平成16年） | 100              | [ 10 ]   |
| 2005年（平成17年） | 97               | [ 11 ]   |

## 車站周邊
- 秋田縣道206號山谷富根停車場線（日语：秋田県道206号山谷富根停車場線）
- 秋田縣道205號富根能代線（日语：秋田県道205号富根能代線）
- 秋田白神農業協同組合二井分店富根出張所
- 能代市政廳富根出張所
- 富根郵局
- 秋田Ace

## 相鄰車站
東日本旅客鐵道（JR東日本）
■奧羽本線
□快速
通過
■普通
鶴形－富根－二井

## 注腳
1. 1 2 3 4 5 6 7 8 9  . 週刊朝日百科. 31号 青森駅・弘前駅・深浦駅ほか. 朝日新聞出版. 2013-03-17: 19 （日语）.
2. 1 2  “無人駅 奥羽本線・富根駅”. 秋田魁新報 (秋田魁新報社): p.3 (1975年12月17日 夕刊)
3. ↑  “陳情攻勢で“無人化”が後退 秋鉄局 日中だけ駅員配置 ただし本年度いっぱい” 秋田魁新報 (秋田魁新報社): p12. (1971年9月29日 朝刊)
4. ↑  「北金岡も“農協駅に”」 秋田魁新報 (秋田魁新報社): p11. (1972年5月3日 朝刊)
5. ↑  JR東日本:駅構内図（日語）
6. ↑  . 東日本旅客鉄道.   [2019-02-20]. （原始内容存档于2018-02-13） （日语）.
7. ↑  . 東日本旅客鉄道.   [2019-02-20]. （原始内容存档于2019-04-02） （日语）.
8. ↑  . 東日本旅客鉄道.   [2019-02-20]. （原始内容存档于2019-04-02） （日语）.
9. ↑  . 東日本旅客鉄道.   [2019-02-20]. （原始内容存档于2019-04-02） （日语）.
10. ↑  . 東日本旅客鉄道.   [2019-02-20]. （原始内容存档于2019-04-02） （日语）.
11. ↑  . 東日本旅客鉄道.   [2019-02-20]. （原始内容存档于2017-08-08） （日语）.

## 外部連結
- 車站資訊（富根）：東日本旅客鐵道（日語）